# Norbert Pospieszny
Norbert Jan Pospieszny (ur. 10 stycznia 1941 w Poznaniu) – polski anatom zwierząt, profesor medycyny weterynaryjnej, historyk nauki, związany z Uniwersytetem Przyrodniczym we Wrocławiu, miłośnik gór i grotołaz.

## Życiorys
Maturę uzyskał w Technikum Weterynaryjnym w Chojnowie w 1960. Studia na Wydziale Weterynaryjnym Wyższej Szkoły Rolniczej we Wrocławiu ukończył w 1968 i podjął pracę w Katedrze Anatomii Zwierząt. W 1976 otrzymał doktorat na podstawie pracy Morfologia i topografia części piersiowej nerwu błędnego owcy w okresie prenatalnym (promotorem był prof. Piotr Wyrost). Habilitował się z zakresu anatomii zwierząt w 1994 na podstawie pracy Morfologia i rozwój części pozaczaszkowej nerwu błędnego świni w okresie płodowym. W 1995 objął kierownictwo Katedry Anatomii i Histologii obecnego Uniwersytetu Przyrodniczego we Wrocławiu. W 2004 uzyskał tytuł profesora nauk weterynaryjnych.

## Działalność naukowa
Jego zainteresowania naukowe koncentrują się wokół neuro- i angioanatomii. Dorobek naukowy obejmuje prace z okresu pre-, neo- i postnatalnego zwierząt domowych i dziko żyjących. Jest współautorem światowego opracowania terminów embriologicznych, którego pierwsze wydanie ukazało się w 1994 pod patronatem World Association of Veterinary Anatomists jako Nomina Embryologica Veterinaria. Prowadził badania archeozoologiczne.
Zajmował się także historią weterynarii i jej popularyzacją. Był przewodniczącym Sekcji Historii Medycyny Weterynaryjnej Polskiego Towarzystwa Nauk Weterynaryjnych.

## Działalność górska i jaskiniowa

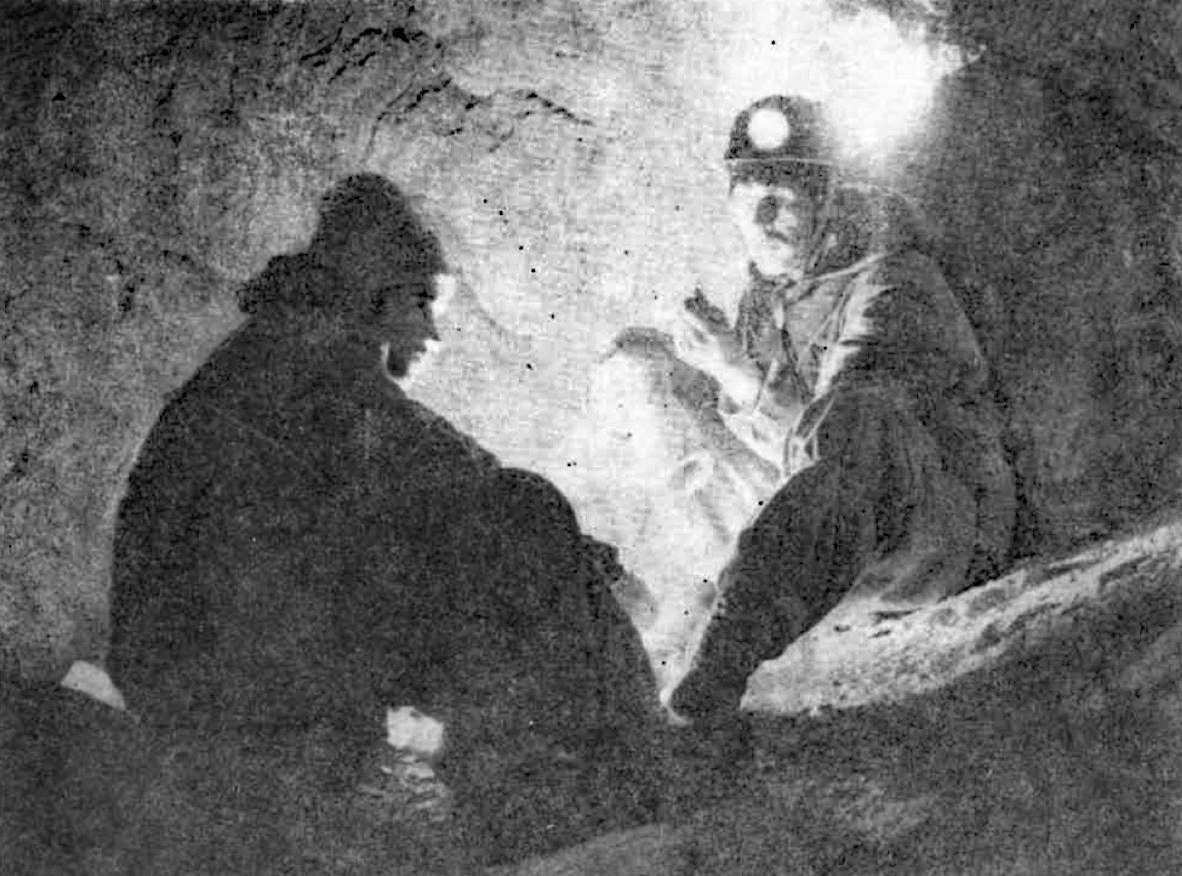
Norbert Pospieszny (z prawej) i Jerzy Masełko na dnie Wielkiej Studni w Jaskini Śnieżnej w Tatrach, 1968

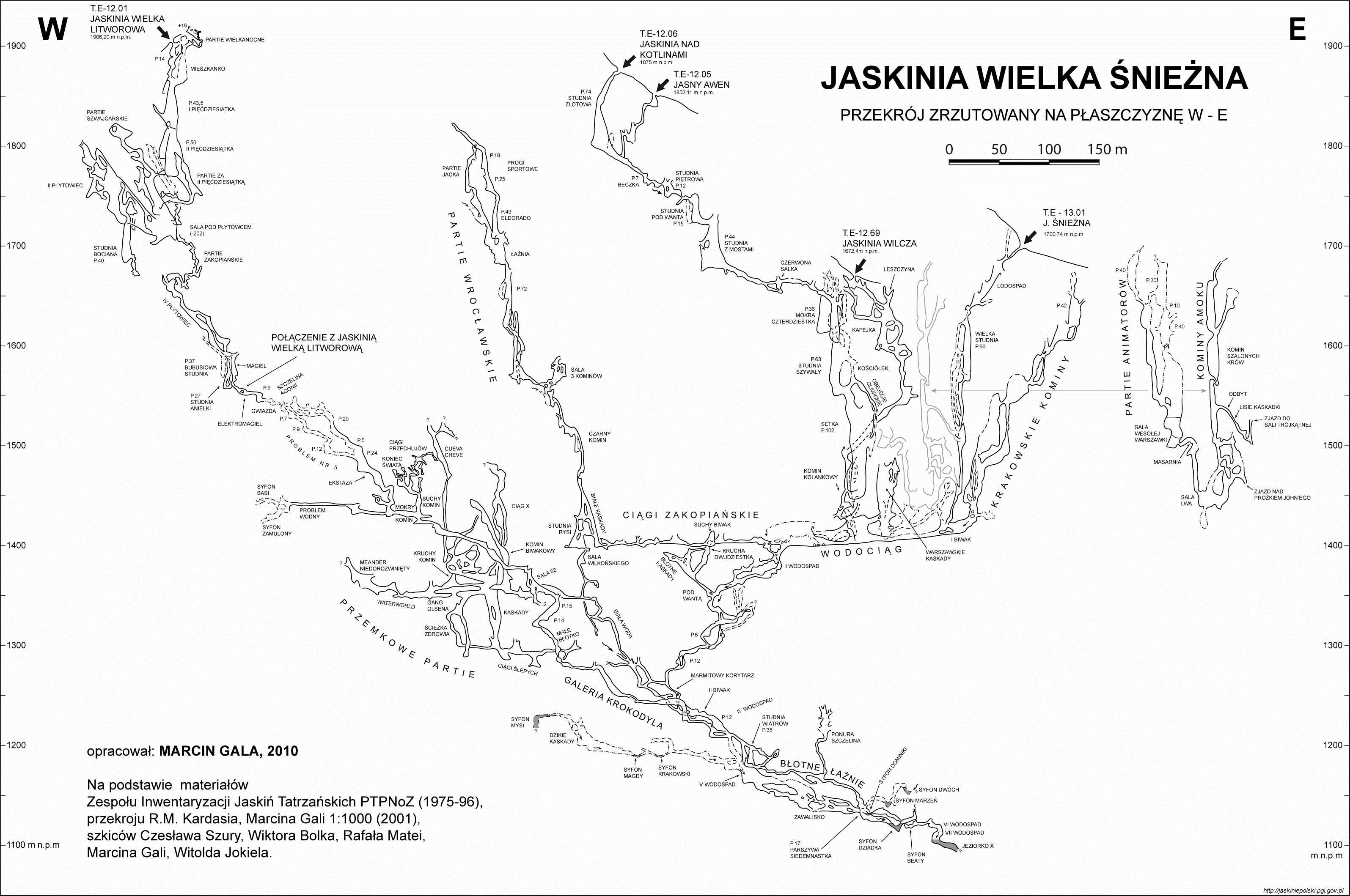
Przekrój Jaskini Wielkiej Śnieżnej w Tatrach, skala głębokości co 100 m,

Jest członkiem i uczestnikiem wypraw jaskiniowych Sekcji Grotołazów Wrocław od 1962.
Na przełomie grudnia 1968 i stycznia 1969 wziął udział w wyprawie kierowanej przez Bernarda Uchmańskiego na dno Jaskini Śnieżnej. Wyprawa dokonała wspinaczkowego wyjścia od Syfonu Dominiki do otworu Jaskini Śnieżnej. Był to ówczesny rekord świata (640 m pomiędzy dnem a otworem wejściowym jaskini) we wspinaczce jaskiniowej bez korzystania z lin i drabinek. Członkami wyprawy byli także Roman Galar, Jerzy Masełko, Andrzej Ostromęcki, Kazimierz Piotrowski i Marek Trzeciakowski. Wszyscy zostali odznaczeni Medalem za Wybitne Osiągnięcia Sportowe.
W 1972 był kierownikiem akcji nurkowej podczas wyprawy eksploracyjnej w jaskini Dudnicy w Tatrach Zachodnich.